# Dalarö
Dalarö – miejscowość (tätort) w Szwecji, w regionie administracyjnym (län) Sztokholm, w gminie Haninge.
Według danych Szwedzkiego Urzędu Statystycznego liczba ludności wyniosła: 1849 (31 grudnia 2015), 1855 (31 grudnia 2018) i 1899 (31 grudnia 2019).